# Верендякин, Владимир Варламович
Владимир Варламович Верендякин (28 июля [9 августа] 1899, Нижегородская губерния — не ранее 1955) — советский хозяйственный, государственный и политический деятель.

## Биография
Родился в 1899 году в деревне Ичалки. Член ВКП(б) с 1927 года.
С 1917 года — на хозяйственной, общественной и политической работе. В 1917—1959 гг. — на партийных и руководящих должностях в Ичалковском сельском, Кемлянском волостном и Лукьяновском волостном Советах, заместитель председателя Исполнительного комитета Арзамасского окружного Совета, заведующий Арзамасским окружным дорожно-коммунальным, финансовым отделами, начальник Горьковского отделения «Зернотрактороцентра», председатель СНК Мордовской АССР, председатель Исполнительного комитета Саранского городского Совета, заведующий Отделом местной промышленности, заместитель начальника Управления жилищного хозяйства, начальник Производственного отдела Управления торговли Исполнительного комитета Горьковского городского Совета.
Избирался депутатом Верховного Совета СССР 1-го созыва.